# جيرار ديسرواسير
جيرار ديسرواسير هو أمين مكتبة كندي، ولد في 1919 في أترمون في كندا، وتوفي في 1 ديسمبر 2016 في Sainte-Anne-de-Bellevue ‏ في كندا.